# Historia general de las Indias

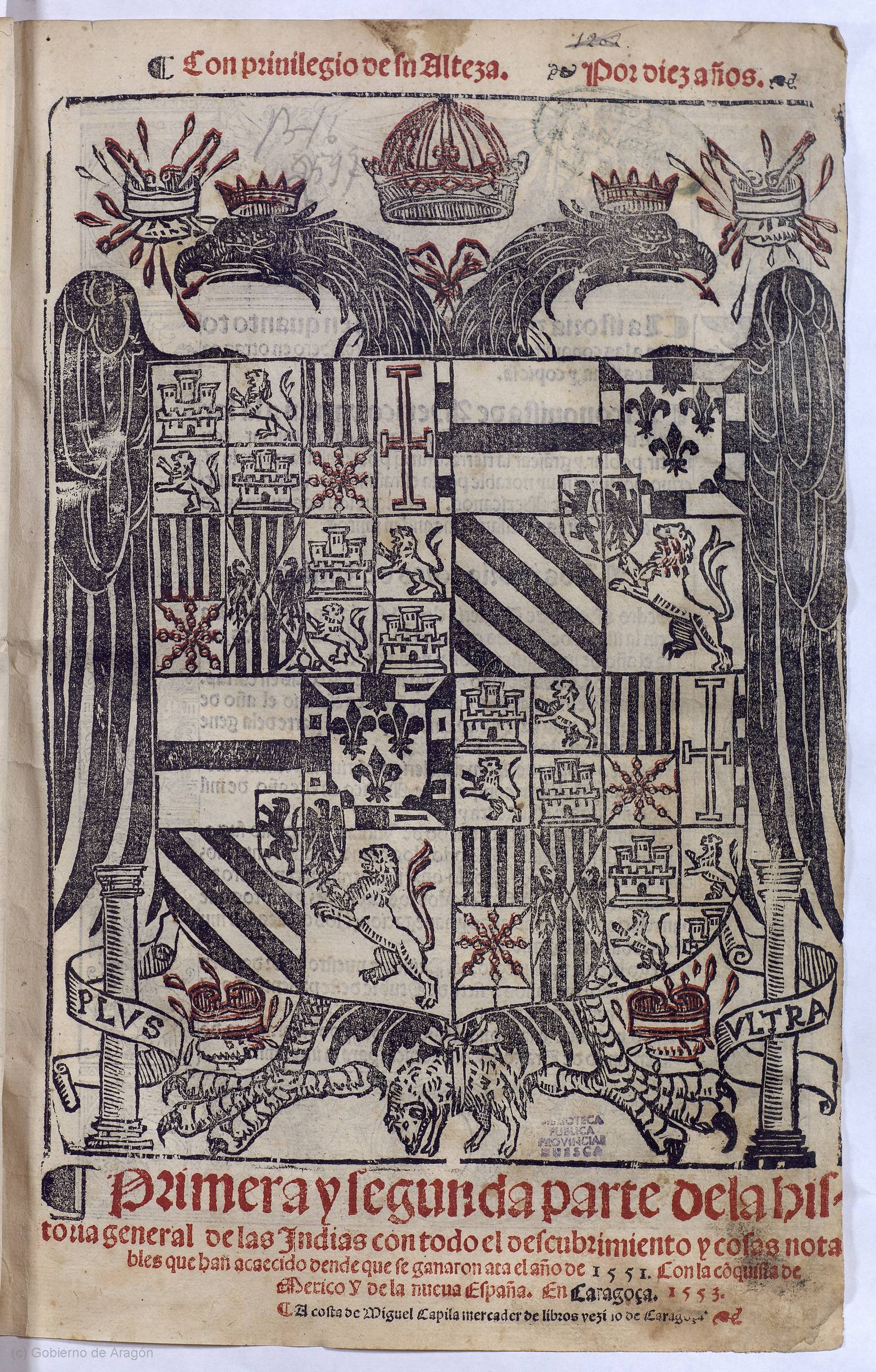
Portada de la edición de Zaragoza de 1553.

Historia general de las Indias fue la obra de Francisco López de Gómara en la que se relatan los acontecimientos sucedidos durante la conquista de México, la fundación de la Nueva España, la conquista de las islas La Española, Cuba y Puerto Rico, las exploraciones a la Florida, la conquista y fundación del Reino de Tierra Firme (hoy Panamá, Venezuela y Colombia), la conquista y fundación del Perú, de Quito, del Alto Perú, de Chile y del Río de La Plata.
Su primera impresión se realizó en diciembre de 1552, en el taller de Agustín Millán en Zaragoza, con el nombre completo de Primera y segunda parte de la Historia General de las Indias con todo el descubrimiento y cosas notables que han acaecido dende que se ganaron hasta el año de 1551. Con la conquista de México de la Nueva España.
La obra fue mejorada y editada con diferentes títulos. La Corona española prohibió su impresión en 1556, y se imprimió en otros idiomas hasta 1605. Durante casi 150 años dejó de publicarse. 
Entre las ediciones recientes de la Historia general se encuentran de la de la Biblioteca Ayacucho, de 1979 que incluye tambiénVida de Hernán Cortés; y la de la Biblioteca Castro, de 2021, que incluye en un solo volumen este libro junto con la Historia de la conquista de México.

## Siguientes ediciones
En 1553 se realizó una reedición en el mismo taller, con el mismo título original. En 1553 la obra fue titulada Hispania Victrix, primera y segunda parte de la Historia General de las Indias con todo el descubrimiento y cosas notables que han acaecido dende que se ganaron hasta el año de 1551. Con la conquista de México de la Nueva España, impresa en Medina del Campo, en casa de Guillermo de Millis. En esta impresión, la obra tiene una carta introductoria dedicada al «emperador de romanos y rey de España Carlos V, señor de las Indias y del Nuevo Mundo»:

Muy soberano señor: La mayor cosa después de la creación del mundo, sacando la encarnación y muerte del que lo crio, es el descubrimiento de Indias; y así, las llaman Mundo Nuevo. Y no tanto le dicen nuevo por ser nuevamente hallado, cuanto por ser grandísimo, y casi tan grande como el viejo, que contiene a Europa, África y Asia. También se puede llamar nuevo por ser todas sus cosas diferentísimas de las del nuestro. Los animales en general, aunque son pocos en especie, son de otra manera; los peces del agua, las aves del aires, los árboles, frutas, yerbas, y grano de la tierra que no es pequeña...
Francisco López de Gómara

En 1554 el autor añadió datos, por lo que se le refirió con el nombre de La historia General de las Indias y Nuevo Mundo, con más de la conquista del Perú y de México, impresa en Zaragoza en la casa Pedro Bernuz.
En la segunda parte, el autor puso una dedicatoria al «muy ilustre señor don Martín Cortés, marqués del Valle»:

A ninguno debo intitular, muy ilustre Señor, la Conquista de México, sino a vuestra señoría, que es hijo del que lo conquistó, para que, así como heredó el mayorazgo, herede también la historia. En lo que uno consiste la riqueza, y en otro la fama; de manera que andarán junto honra y provecho...
Francisco López de Gómara

El libro fue un éxito y fue traducido al italiano, francés e inglés. Se imprimió en Roma, Venecia, París y Londres, y sus reediciones fuera de España se realizaron desde 1556 hasta 1605. 
En España, se prohibió la impresión del libro por Real cédula en 1556; incluso se extendió la orden a recoger los libros impresos.

## Fuentes de la obra

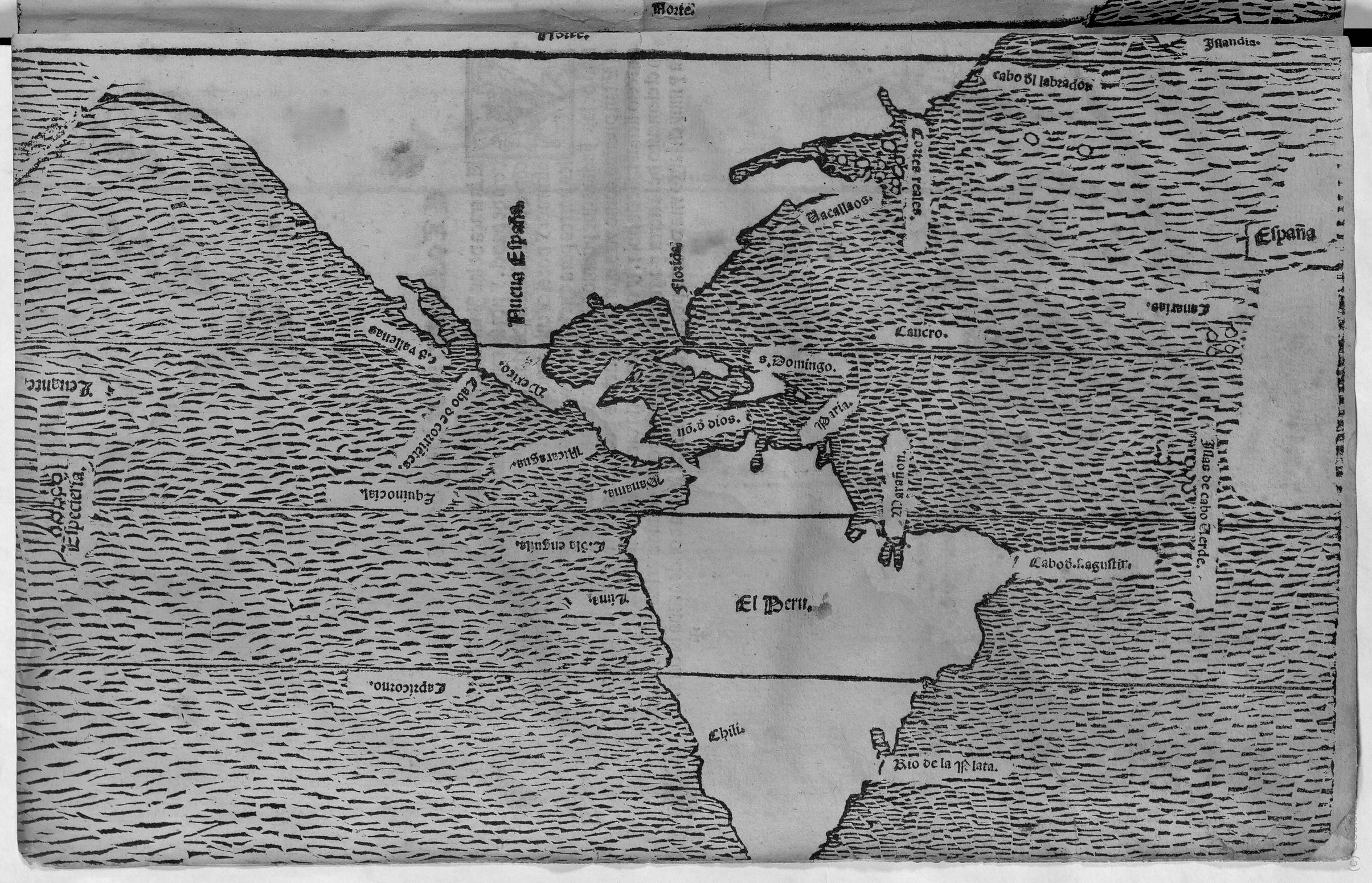
Mapa de «las Indias» (América) en una edición de 1553 de la Historia general.

## Opiniones de contemporáneos

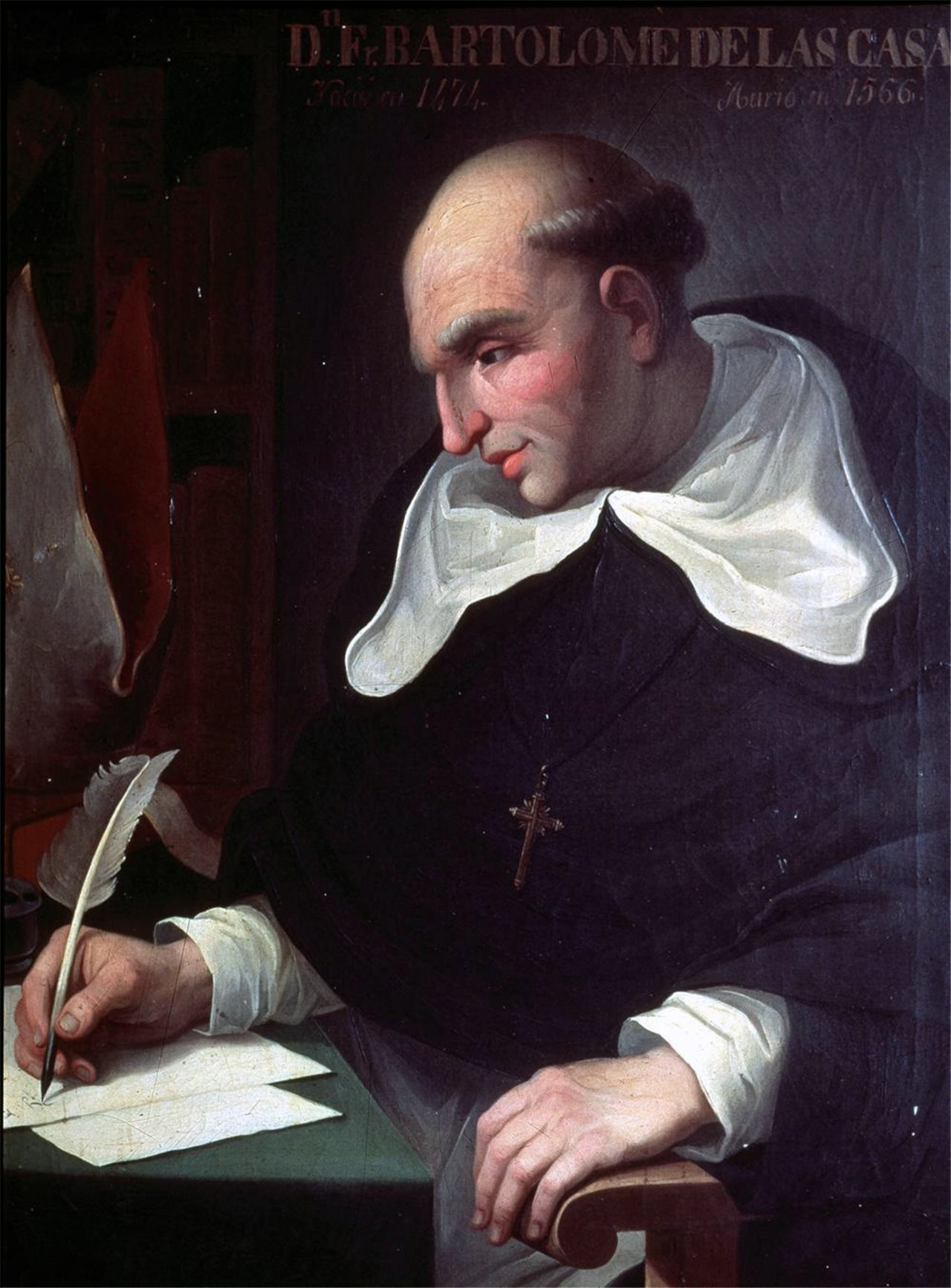
Retrato de Bartolomé de Las Casas (c.1484-1566).

## Impresiones posteriores

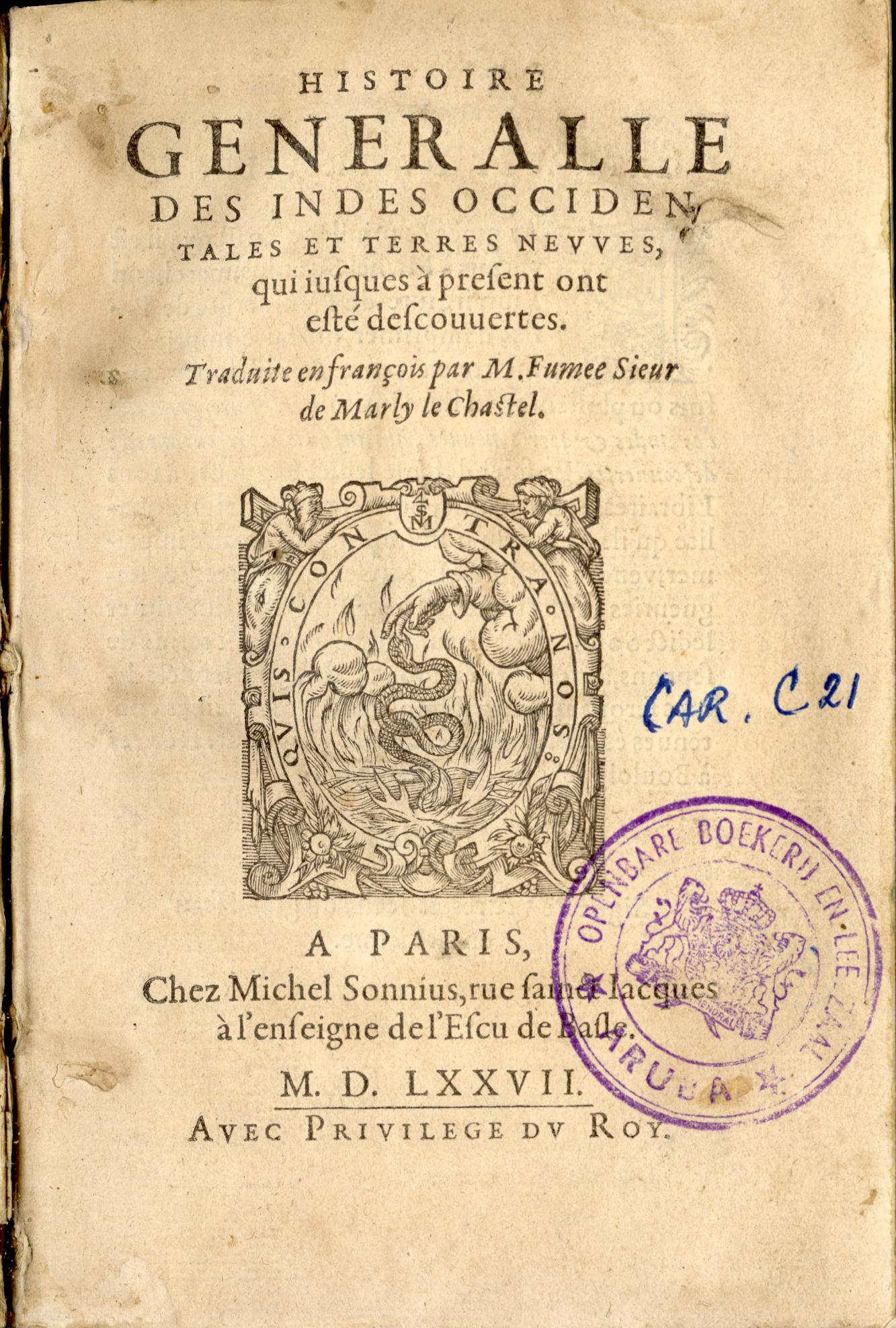
Portada de la traducción al francés de París 1577 por Martin Game.